# Christine Chivallon
 (mai 2023).
Christine Chivallon, née le 17 mars 1961, est une anthropologue française, directrice de recherche au CNRS, section « Espaces, territoires et sociétés » dans le laboratoire CNRS de l'Université des Antilles, le PHEEAC (Ex LC2S, aujourd'hui "Pouvoir, Histoire, Esclavage, Environnement, Caraïbe, Amériques"). Elle enseigne l'anthropologie et l'histoire de la Caraïbe à l'Institut d'Études Politiques de Bordeaux et à l'Université de Bordeaux.

## Biographie
Après une maîtrise en anthropologie, Christine Chivallon soutient sa thèse en Histoire en 1992 à l'université Bordeaux III sur la trajectoire post-abolitionniste des personnes mises en esclavage à la Martinique et qui ont fondé la composante paysanne des sociétés antillaises,. Elle a publié en 1998 "Espace et identité à la Martinique. Paysannerie des mornes et reconquête collective (1840-1960). En 2012, elle obtient une habilitation à diriger des recherches en anthropologie, à l'École des hautes études en sciences sociales (EHESS). Alliant les disciplines géographique et anthropologique, elle est associée aux courants de l'anthropologie de l'espace mais aussi de la géographie sociale et culturelle. Ses travaux sont consacrés aux univers caribéens et aux sociétés à fondement esclavagiste des Amériques, qu'elle a notamment abordées à partir de la notion de « diaspora » ; des réseaux religieux dans la diaspora jamaïcaine au Royaume-Uni ; de la muséographie de l'esclavage ; de la revendication mémorielle dans les villes anciens ports négriers. Ils comportent également un important volet épistémologique sur l'étude des discours scientifiques des dernières décennies (cultural studies, études postcoloniales, post-structuralisme, postmodernisme, archival turn, material turn, études décoloniales, tournant ontologique, nouveaux matérialismes). Ces questions épistémologiques se prolongent dans la démarche réflexive qu'elle adopte en rapport avec l'usage des catégories d'analyse académiques qu'elle s'efforce de "situer". Dans ses études sur le monde antillais, elle met en évidence l'importance des médiations matérielles par « la prise en compte des phénomènes liés aux systèmes de valeurs, aux idéologies et aux langages symboliques pour montrer comment l’espace est en mesure de les traduire ». Au cours de la décennie 2010, ses travaux ont concerné un important chantier sur les questions mémorielles et le souvenir de l'esclavage à la Martinique en particulier au travers de l'étude de l'insurrection anticoloniale de 1870 (Insurrection du Sud). Elle s'intéresse aujourd'hui aux usages de l'art contemporain dans les "plantations-musées" pour montrer en quoi ils contribuent à la réactualisation de rapports sociaux anciens. Elle explore également le concept de plantationocène comme matrice de la crise environnementale. L'ensemble de ces recherches contribuent dans leur ensemble à une anthropologie des Caraïbes et de la Martinique.
Christine Chivallon est cofondatrice du programme d'enseignement et de recherche « France-Caraïbe »  (la FIFCA où elle enseigne toujours en 2025) qui associe l'université des Antilles et de la Guyane (UAG-Martinique), l'université des Indes occidentales (Jamaïque) et Institut d'études politiques de Bordeaux. Elle est fondatrice du réseau de recherche international MCTM (Mondes de la Colonialité et TransModernités) à la FMSH. Elle codirige aujourd'hui ce réseau avec le philosophe Matthieu Renault de même que la collection éponyme aux éditions Atlantiques déchaînés. Elle a reçu la médaille de bronze du CNRS en 2000, elle est Visiting Fellow au Kellogg College d'Oxford depuis 2013, elle a reçu le prix Fetkann ! 2013 », (Mention spéciale du Jury dans la catégorie recherche), décerné par le CIFORDOM, pour l’ouvrage « L’esclavage, du souvenir à la mémoire ».

## Ouvrages
- Christine Chivallon, Espace et identité à la Martinique : Paysannerie des mornes et reconquête collective, 1840-1960, Paris, CNRS, 1998, 298 p. (ISBN 2-271-05618-7)
- Christine Chivallon, La diaspora noire des Amériques : Expériences et théories à partir de la Caraïbe, Paris, CNRS, 2004, 258 p. (ISBN 2-271-06272-1)
- Christine Chivallon, L'esclavage, du souvenir à la mémoire : Contribution à une anthropologie de la Caraïbe, Paris, Karthala, coll. « Esclavages », 2012, 618 p. (ISBN 978-2-8111-0689-8, lire en ligne)
- Christine Chivallon (préf. Elsa Dorlin), L’humain-l’inhumain – L’impensé des nouveaux matérialismes, Atlantiques déchaînés, 2022, 80 p. (ISBN 978-2-492182-10-5)

## Direction d'ouvrages
- Christine Chivallon (dir.), Pascal Ragouet (dir.) et Michael Samers (dir.), Discours scientifiques et contextes culturels : Géographies britanniques et françaises à l'épreuve postmoderne, Talence, Maison des sciences de l'homme d'Aquitaine, 1999, 330 p. (ISBN 2-85892-270-5)
- Christine Chivallon (dir.) et William Berthomière (dir.), Les diasporas dans le monde contemporain : Un état des lieux, Paris, Karthala, 2006, 419 p. (ISBN 2-84586-814-6)

## Interventions filmées
- Christine Chivallon, Méthodologie pour l'étude du souvenir de l'esclavage : terrain et interprétation [conférence filmée], Université des Antilles, campus de Schœlcher, Martinique, 26 mai 2016. En ligne : http://www.manioc.org/fichiers/V16165
- Christine Chivallon, « La catégorie diaspora et son application au monde afro-américain », Les diasporas du nouveau monde : Symposium international des jeunes chercheurs de la Caraïbe, 21-23 janvier 2010, Université des Antilles et de la Guyane, Faculté des Lettres et sciences humaines, campus de Schœlcher, Martinique. En ligne : http://www.manioc.org/fichiers/HASH5b24dbd4d02a033b6d586a
- Christine Chivallon, Conférence : « Le mot ‘diaspora’. Mettre en récit traite et esclavage, défaire la modernité », Chaire DiANA T. [Diasporas Africaines en Nouvelle-Aquitaine & Transculturalité], Université Bordeaux Montaigne et Laboratoire Les Afriques dans le Monde (LAM - UMR 5115). https://www.youtube.com/watch?v=4Z1W0EnCEC4.